# Hans Åkesson (musiker)
Hans Erik Åkesson, född 28 juli 1960 i Burträsks församling, Västerbottens län, är en svensk musiker (klarinett och saxofon) och dirigent.

## Biografi
Åkesson spelar klarinett i Stockholms läns blåsarsymfoniker. Han har vid ett flertal tillfällen varit orkesterns dirigent, till exempel vid det årliga evenemanget "Globens luciakonsert". Åkesson är även saxofonist i bland annat Blue Diesel Jazz, där han ägnar sig åt jazzimprovisation.